# Coleophora svenssoni
Coleophora svenssoni là một loài bướm đêm thuộc họ Coleophoridae. Nó được tìm thấy ở Lappland, Anpơ and núi Carpathia.
Ấu trùng ăn Astragalus alpinus, Astragalus frigidus, Hedysarum hedysaroides and Oxytropis halleri. 